# Jackson Junction
Jackson Junction é uma cidade localizada no estado americano de Iowa, no Condado de Winneshiek.

## Demografia
Segundo o censo americano de 2000, a sua população era de 60 habitantes.
Em 2006, foi estimada uma população de 61, um aumento de 1 (1.7%).

## Geografia
De acordo com o United States Census Bureau tem uma área de
15,6 km², dos quais 15,6 km² cobertos por terra e 0,0 km² cobertos por água.

## Localidades na vizinhança
O diagrama seguinte representa as localidades num raio de 16 km ao redor de Jackson Junction.